# Roman Opałka
Roman Opałka (Hocquincourt, 27 agosto 1931 – Chieti, 6 agosto 2011) è stato un pittore polacco, nato in Francia.

## Biografia
Roman Opałka nacque il 27 agosto 1931 a Hocquincourt, nel dipartimento di Somme, in Francia, da genitori polacchi. La famiglia tornò in Polonia nel 1946 e Opałka studiò litografia in una scuola di grafica prima di iscriversi alla Scuola di Arte e Design di Łódź. Successivamente si è laureato presso l'Accademia di Belle Arti di Varsavia, per poi tornare in Francia nel 1977. Opałka visse per un periodo a Teille, vicino a Le Mans, per poi spostarsi a Venezia. Morì all'età di 79 anni dopo essersi ammalato mentre era in vacanza in Italia. Fu ricoverato in ospedale a Chieti  e vi morì alcuni giorni dopo, il 6 agosto 2011, tre settimane prima del suo ottantesimo compleanno.

## Opere

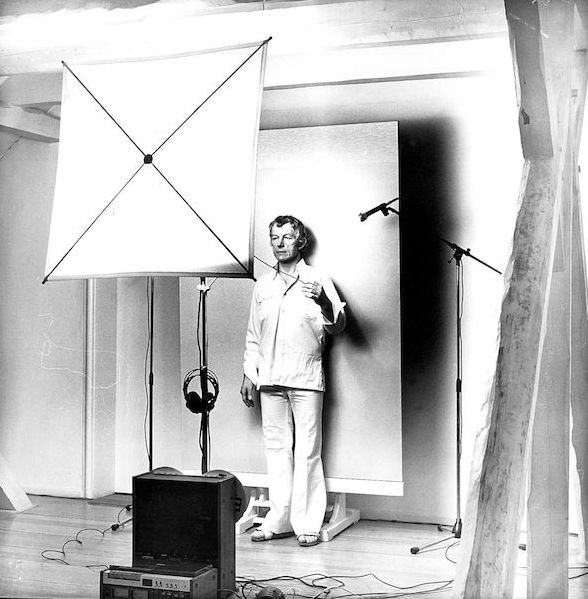
Roman Opalka fotografato da Lothar Wolleh

### 1965 / 1 – ∞: una vita dedicata all'arte
Nel 1965, nel suo studio a Varsavia, Opałka iniziò a dipingere numeri da uno a infinito. Partendo dall'angolo in alto a sinistra della tela e finendo nell'angolo in basso a destra, i piccoli numeri sono stati dipinti in righe orizzontali. Ogni nuova tela, che l'artista definiva un "dettaglio", iniziava a contare partendo dal numero successivo a quello col quale terminava la precedente. Ogni "dettaglio" ha le stesse dimensioni (196 x 135 cm). Tutte le tele hanno lo stesso titolo, "1965/1 - ∞"; il progetto non ha mai avuto una fine definitiva, e l'artista ha dedicato la sua intera vita nel realizzare l'opera, tendenzialmente infinita: "Tutto il mio lavoro è fatto solo per descrivere e contare l'inesorabile flusso del tempo, dal primo momento a un momento infinitamente futuro. Ciò che mi devasta è la nostra piccolezza: se esistiamo in un istante, il momento dopo potremmo non essere più nulla".
Nei primi dettagli, Opałka dipinse numeri bianchi su uno sfondo nero. Nel 1968, l'artista cambiò in uno sfondo grigio "perché non è un colore simbolico, né emotivo", e nel 1972 decise di alleggerire gradualmente questo sfondo grigio aggiungendo l'1% in più di bianco allo sfondo con ogni nuovo "dettaglio". Questa scelta creava un effetto evanescente che suggeriva i temi della labilità della memoria e del dissolvimento ineluttabile di ogni cosa.
Nel 1968, a ogni "Détail" Opałka decide di abbinare un autoritratto fotografico in bianco e nero, scattato alla fine di ogni sessione di pittura del suo programma 1965 / 1-∞. Sono fotografie in cui l’artista cerca di mantenere fissi alcuni elementi: l’espressione, la distanza dall’obiettivo, lo sfondo e la camicia, per far emergere le trasformazioni “scultoree” sul suo volto, causate dallo scorrere del tempo, vero soggetto anche di questa serie. Sempre in questo anno, l’artista inizia a registrare su nastro la sua voce mentre pronuncia in polacco i numeri che dipinge sulla tela.
L'artista si aspettava di arrivare al punto di dipingere col bianco su sfondo bianco appena raggiunto il numero 7 777 777, raggiunti i 75 anni di età. A luglio 2004, aveva raggiunto i 5,5 milioni. Adottando questo approccio rigoroso alla sua arte, Opałka si è allineato con altri artisti dell'epoca che hanno esplorato la creazione artistica attraverso la matematica, come Daniel Buren o On Kawara.
La cifra finale da lui dipinta è stata di 5 607 249, non riuscendo infine a realizzare il suo desiderio artistico.

## Collezioni
Le opere di Opałka attualmente si possono ammirare al Centre Pompidou di Parigi e al Museum of Modern Art di New York, tra i maggiori musei mondiali di arte contemporanea.

## Riconoscimenti
Opałka è stato nominato Commendatore dell'Ordine delle Arti e delle Lettere  in Francia. Nel 2011, all'artista polacco è stato conferito dal Presidente della Polonia Bronisław Komorowski l'Ordine della Polonia Restituta, una delle onorificenze più prestigiose dello stato polacco.